# L'Isle-en-Rigault
L'Isle-en-Rigault, anteriormente denominado Lisle-en-Rigault, es una comuna francesa situada en el departamento de Mosa, de la región de Gran Este.

## Demografía
| Gráfica de evolución demográfica de L'Isle-en-Rigault entre 1800 y 2014 |
|                                                                         |

Los datos demográficos contemplados en este gráfico de la comuna de L'Isle-en-Rigault se han cogido de 1800 a 1999 de la página francesa EHESS/Cassini, y los demás datos de la página del INSEE.